# Bâtiment de la Frontière militaire à Sremska Mitrovica
Le bâtiment de la Frontière militaire à Sremska Mitrovica (en serbe cyrillique : Војнограничарска зграда у Сремској Митровици ; en serbe latin : Vojnograničarska zgrada u Sremskoj Mitrovici) est situé à Sremska Mitrovica, dans la province de Voïvodine, en Serbie. Il est inscrit sur la liste des monuments culturels de grande importance de la république de Serbie (identifiant no SK 1329).

## Présentation
Au milieu du XVIIIe siècle, Sremska Mitrovica est devenue le siège du Neuvième régiment de la Frontière militaire de Petrovaradin ; des bâtiments ont alors été construits pour le logement, l'administration et l'organisation militaire de ce régiment. L'édifice classé est situé 10 Trg Svetog Dimitrija. Au moment de sa construction, il comprenait un rez-de-chaussée consacré aux locaux officiels de la Frontière et un étage réservé à l'usage du lieutenant colonel.
Le bâtiment est construit en briques et en mortier. Sa composition est symétrique. Horizontalement, la façade principale est rythmée par un large cordon séparant le rez-de-chaussée et l'étage puis par un autre cordon qui s'incurve pour devenir demi-circulaire au-dessus des fenêtres et enfin par une corniche richement profilée au-dessous du toit ; la symétrie de cette façade est accentuée par une avancée centrale avec un porche d'entrée cintré et une fenêtre rectangulaire à l'étage flanquée de deux pilastres.
Après l'abolition de la Frontière en 1881, le bâtiment a été adapté à des fins civiles et il a abrité de nombreuses institutions culturelles. Aujourd'hui, il accueille l'Institut pour la protection du patrimoine de Sremska Mitrovica,.
Des travaux de restauration ont été effectués sur l'édifice en 1987.